# Enantiomerní přebytek
Enantiomerní přebytek (zkráceně ee, z anglického enantiomeric excess) je veličina udávající čistotu chirálních látek; vyjadřuje převahu jednoho enantiomeru ve vzorku nad druhým enantiomerem. Racemická směs má ee roven nule, zatímco ee čistého enantiomeru je 100 %. Vzorek obsahující 70 % jednoho a 30 % druhého enantiomeru má ee 40 % (70 % – 30 %).

## Definice
Enantiomerní přebytek je definován jako absolutní hodnota rozdílu molárních zlomků jednotlivých enantiomerů:
{\displaystyle \ ee=|F_{+}-F_{-}|}
kde
{\displaystyle \ F_{+}+F_{-}=1}
V praxi se obvykle vyjadřuje v procentech (poté se označuje jako procentuální enantiomerní přebytek:
{\displaystyle \ ee={\frac {[\alpha ]_{\text{obs}}}{[\alpha ]_{\max }}}\times 100}
U směsi diastereomerů se obdobně definuje diastereomerní přebytek a procentuální diastetreomerní přebytek.
Enantiomerní a diastereomerní přebytek se využívá jako jeden z ukazatelů úspěšnosti asymetrické syntézy.
Jako příklad lze uvést vzorek obsahující 70 % R-izomeru a 30 % L-izomeru. Tento vzorek má enantiomerní přebytek 40 %; lze na něj též pohlížet jako na směs 40 % R-izomeru a 60 % racemické směsi (která k celkovému složení přispívá 30 % R-izomeru a 30 % S-izomeru).
Pokud má směs enantiomerní přebytek {\displaystyle \ ee}, pak je možné molární zlomek převažujícího izomeru, zde R-izomeru, spočítat jako {\displaystyle \ R={\frac {ee}{2}}+50\%} a molární zlomek druhého izomeru, zde S-izomeru jako {\displaystyle \ S=-{\frac {ee}{2}}+50\%}.